# Will S. Davis
Will S. Davis (1882 – 19 novembre 1920) è stato un regista, sceneggiatore e attore statunitense che lavorò tra il 1913 al 1920 all'epoca del cinema muto.

## Filmografia

### Regista
- Retaliation (1911)
- The Power of Devotion (1911)
- Woman (1911)
- The Star Reporter (1911)
- Man
- The Reckoning (1912)
- I'm No Counterfeiter
- Man and Woman (1913)
- The Worker
- Cards
- In the Stretch
- The Governor's Ghost
- The Criminal Path
- Through Dante's Flames
- Thou Shalt Not (1914)
- The War of Wars; Or, The Franco-German Invasion
- The Ordeal (1914)
- Springtime (1914)
- The Avalanche (1915)
- A Modern Magdalen
- The Curious Conduct of Judge Legarde (1915)
- Dr. Rameau
- The Family Stain (1915)
- Destruction (1915)
- Infidelity (1915)
- The Fool's Revenge (1916)
- Calunniata (Slander) (1916)
- The Tortured Heart (1916)
- The Straight Way (1916)
- Jealousy (1916)
- The Victim (1916)
- The Cloud
- A Mother's Ordeal (1917)
- Alias Mrs. Jessop (1917)
- A Mother's Ideal
- Under Suspicion (1918)
- The Brass Check
- With Neatness and Dispatch
- No Man's Land (1918)
- In Judgment of...
- The Eternal Mother (1920)
- The Mystery Mind

### Sceneggiatore
- Calunniata (Slander), regia di Will S. Davis (1916)
- Jealousy, regia di Will S. Davis (1916)